# Angitia (godin)
Angitia (ook wel: Angita, Arigitia of Anguita) was een Romeinse godin van heling en magie. Ze werd vooral vereerd door de Marsi en Marrubii, die in de omtrek van het meer Fucinus woonden.
Zij had volgens de mythologie aan de mensen het gebruik van schadelijke gewassen en vergiften ter bestrijding van verschillende kwalen geleerd. Soms wordt er van meerdere Angitiae gesproken, die dan in verschillende steden inheems zijn. Zij is door latere schrijvers geïdentificeerd met Medeia, die met Jason uit Kolchis naar Italië zou zijn gekomen. Een verklaring van haar naam als "de slangendoodster" schijnt in de verkeerde spelling van Anguitia haar oorsprong te vinden.